# Ještěrohlavec hlubokomořský
Ještěrohlavec hlubokomořský (Bathysaurus ferox) je mořská ryba z řádu jinožábrých. Obývá oceánské hlubiny od 600 do 3500 metrů mezi 65. rovnoběžkou severní šířky a 40. rovnoběžkou jižní šířky.
Ještěrohlavec hlubokomořský má protáhlé zploštělé tělo šedohnědé barvy a dosahuje délky okolo 70 cm. Okolo dvaceti procent tělesné hmotnosti tvoří játra, sloužící jako zásobárna energie. Ještěrohlavec je vrcholovým predátorem afotické zóny, živí se rybami, korýši a měkkýši. Vzhledem k omezeným zdrojům potravy v mořských hloubkách je u něj běžný kanibalismus. Zdržuje se u dna, kde číhá na kořist.
Tyto agresivní ryby potřebují rozsáhlé teritorium; vyvinul se u nich hermafroditismus usnadňující rozmnožování i při nízké hustotě populace. Larvy ještěrohlavce hlubokomořského byly pro svůj výrazně odlišný vzhled původně popsány jako samostatný druh Macristium chavesi. Vědecký název Bathysaurus znamená v řečtině „ještěr z hlubin“.